# Prix Gémeaux du meilleur documentaire
 (août 2020).
Si vous disposez d'ouvrages ou d'articles de référence ou si vous connaissez des sites web de qualité traitant du thème abordé ici, merci de compléter l'article en donnant les références utiles à sa vérifiabilité et en les liant à la section « Notes et références ».
Le prix Gémeaux du meilleur documentaire est une récompense télévisuelle remise par l'Académie canadienne du cinéma et de la télévision entre 1992 et 2009.

## Palmarès

### Meilleur documentaire d'auteur
- 1992 - Bonjour ! Shalom !
- 1993 - La vie a du charme
- 1994 - Gabrielle Roy
- 1995 - L’Âge de la performance
- 1996 - Le jardin oublié - La vie et l'œuvre d'Alice Guy-Blaché
- 1997 - Aller-simple pour Sirius
- 2009 - Gabrielle Roy

### Meilleur documentaire
- 1997 - Épopée en Amérique: Une histoire populaire du Québec
- 1998 - Gabrielle Roy
- 1999 - Canada By Night
- 2000 - Des marelles et des petites filles
- 2001 - L’armée De L’ombre
- 2002 - Salam Iran, une lettre persane
- 2003 - War Babies… nés de la haine
- 2009 - Gabrielle Roy

### Meilleur documentaire: Portrait ou biographie
- 2000 - Maurice Richard – Histoire d’un canadien
- 2001 - Le monde est Plamondon
- 2002 - Lauzon Lauzone
- 2003 - Claude Jutra Portrait sur film
- 2004 - René Lévesque, héros malgré lui
- 2009 - René Angeli

### Meilleur documentaire: Arts et culture
- 2004 - Le Cabinet du docteur Ferron

### Meilleur documentaire: Sciences et nature
- 2004 - L'Odyssée de l'espèce
- 2009 - Achever l’inachevable[1]

### Meilleur documentaire: Société
- 2003 - À hauteur d'homme
- 2008 - Le Peuple invisible
- 2009 - Junior
- 2010 - À hauteur des femmes
- 2016 - Le Profil Amina